# 佩维
佩维（法語：Pévy，法語發音：[pevi]）是法国马恩省的一个市镇，位于该省西北部，属于兰斯区。

## 地理
佩维（49°18'38"N, 3°50'36"E）面积7.4 平方千米，位于法国大東部大區马恩省，该省份为法国东北部内陆省份，北起阿登省，西北接埃纳省，西南接塞纳-马恩省，南至奥布省，东南接上马恩省，东临默兹省。
与佩维接壤的市镇（或旧市镇、城区）包括：布旺库尔、埃蒙维尔、韦勒河畔蒙蒂尼、普鲁伊、特里尼。

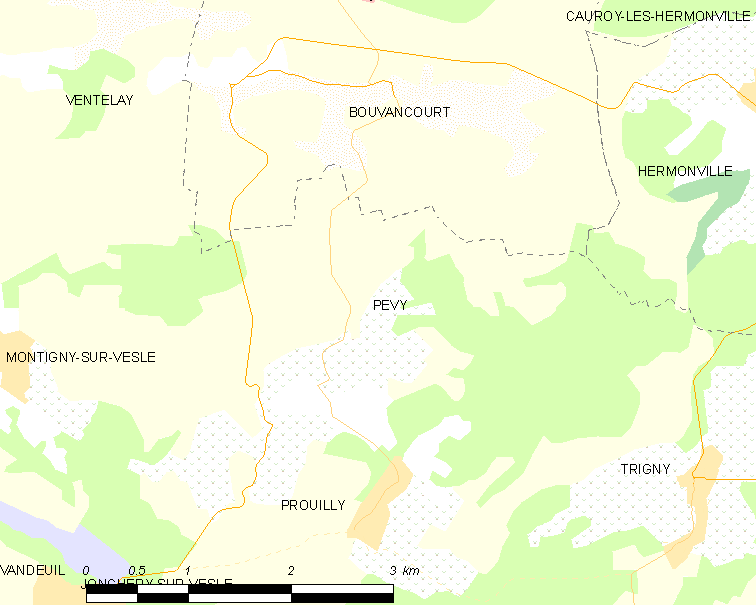
佩维的OSM定位图

佩维的时区为UTC+01:00、UTC+02:00（夏令时）。

## 行政
佩维的邮政编码为51140，INSEE市镇编码为51429。

## 政治
佩维所属的省级选区为菲姆-兰斯山县。

## 人口

1962-2008年间佩维人口变化图示

佩维于2022年1月1日时的人口数量为226人。